# Ошкало, Валерий Николаевич
Вале́рий Никола́евич О́шкало (укр. Валерій Миколайович Ошкало; 24 ноября 1967 — 12 марта 2022, возле Беляевки) — украинский военнослужащий, подполковник, участник российско-украинской войны. Герой Украины (23 февраля 2023, посмертно).

## Биография
Родился 24 ноября 1967 года.
Проходил военную службу в составе 7 БрТА, по состоянию на 2022 год — подполковник.
Погиб 12 марта 2022 года в воздушном бою над Херсонщиной в составе экипажа с Романом Чехуном.

## Награды
- Звание «Герой Украины» с удостоением ордена «Золотая Звезда» (23 февраля 2023, посмертно) — за личное мужество и героизм, проявленные в защите государственного суверенитета и территориальной целостности Украины, верность военной присяге[4].
- Орден «За мужество» II степени (17 июня 2016) — за личное мужество и самоотверженные действия, проявленные в защите государственного суверенитета и территориальной целостности Украины.
- Орден «За мужество» III степени (25 сентября 2023, посмертно) — за личное мужество и самоотверженные действия, проявленные в защите государственного суверенитета и территориальной целостности Украины, верность военной присяге.